# Valheim
Valheim — компьютерная игра в жанре симулятора выживания с видом от третьего лица в открытом мире, разрабатываемая шведской компанией Iron Gate и изданная компанией Coffee Stain. Игра в стадии раннего доступа вышла на платформе Steam 2 февраля 2021 года. Релиз игры на платформах Xbox One и Xbox Series X/S состоялся 14 марта 2023 года. Игра разработана командой из пяти человек на основе проекта, который Ричард Свенссон выполнял в свободное время. С момента выпуска в раннем доступе Valheim добилась как критического, так и коммерческого успеха, получив высокие оценки. PC Gamer назвали игру «редким исключением» для игр в раннем доступе. Через месяц после выпуска было продано 5.7 миллионов копий игры, а в июне 2022 более 10 миллионов. На некоторое время Valheim стал одной из самых популярных игр в Steam.

## Мир
Вальхейм — место действия игры — представляет собой «десятый мир» сверх девяти миров, описываемых в скандинавской мифологии. Это загробный мир, куда попадает павший в бою персонаж-викинг. Он должен выжить в Вальхейме и тем самым доказать, что достоин попасть в залы Вальхаллы. Викингу противостоят различные существа и чудовища и, в частности, несколько боссов, которых он должен убить. Ведомый только своими инстинктами и подсказками ворона, игрок должен подготовиться к битве с заклятыми врагами самого Одина. Игроки должны исследовать «огромный фэнтезийный мир, пропитанный скандинавской мифологией и культурой викингов». Рунные камни являются единственным источником информации о мире. В игре представлены мифические существа: грейлинги, грейдворфы, тролли, драугры, суртлинги, фенринги, фулинги, Дверги, Змей (Ёрмунганд) и другие.

## Игровой процесс
В начале игры валькирия забрасывает игрового персонажа-викинга на луга близ рунных камней. Говорящий ворон Одина уведомляет игрока о том, что он должен вызвать неких сверхъестественных зверей (боссов) и сразиться с ними — но сначала необходимо найти способ это сделать.  Как павший викинг, игрок должен создавать оружие, строить убежища и сражаться с врагами, чтобы выжить. В игре особый визуальный стиль 3D графики с минимальным количеством полигонов и низким разрешением текстур, на которых видны пиксели. Боевая система вдохновлена популярными экшн-играми и симуляторами выживания. В бою используется одноручное и двуручное оружие, лук, щит, а также магические посохи. В Вальхейм поддерживается совместная игра с участием до 10 человек и дополнительный режим PvP.
Мир игры каждый раз создается случайно, он генерируется процедурным образом в каждом новом прохождении, так что география Вальхейма никогда не повторяется. На сервере формируется уникальный код карты или «семя мира». В игре несколько биомов, которые игрок проходит по порядку: Луга, Черный лес, Болота, Океан, Горы, Равнина и Туманные земли, а в будущем появятся Пепельные земли и Глубокий Север. В каждом биоме есть свои уникальные враги, предметы, подземелья и боссы, которые представляют сложность выживания. Вальхейм работает по внутриигровому циклу дня и ночи: день составляет 21 минуту, а ночь 9 минут. Некоторые зоны требуют особой подготовки — например, в горах мороз причиняет урон и потребуется создать медовуху для защиты от холода, а на болотах много ядовитых существ. Локации содержат озера, реки и моря — чтобы пересекать их игрок может построить плот, лодку или Драккар.
Герой начинает игру с пустыми руками и, чтобы выжить, должен использовать природные ресурсы, расположенные по всему миру, путем сбора пищи, охоты, добычи руды или земледелия. Эти ресурсы необходимы для строительства укрытий, изготовления инструментов, ковки снаряжения и оружия. Чтобы получить доступ к более развитым изделиям, необходимо искать материалы и поэтапно открывать новые рецепты, следуя по линейному процессу развития. Шкала здоровья истощается от вражеских атак и падений, а шкала выносливости истощается от ударов, бега и действий. Дополнительная шкала «эйтра», добавленная в дополнении Mistlands, соответствует «мане» или «очкам магии» в других. В отличие от многих симуляторов выживания, в Valheim голод не приводит к смерти персонажа — еда просто даёт временные бонусы к шкалам здоровья и выносливости. Разные виды пищи дают разные бонусы к здоровью и выносливости, и для восстановления эйтра нужна особая пища. Во многих случаях съеденная пища влияет на выживание игрового персонажа даже больше, чем доспехи и щит. Проводя время в тёплом доме со стенами, крышей, дверью и очагом, игровой персонаж получает бонус «бодрости», на время увеличивающий скорость восстановления здоровья и выносливости. Для каждого дома высчитывается показатель «комфорта» — его можно повысить, наполняя дом различными предметами вроде столов и ковров. Более «комфортабельные» дома дают более продолжительный бонус «бодрости».
В игре используется система навыков, включающих 17 параметров: от блока щита до бега. Каждый навык может быть повышен до уровня 100 и по-разному влияет на игровую механику. Например, навык дубины увеличивает урон дубинами, а навык бега определяет как быстро истощается выносливость во время бега. При смерти игрок теряет 5% опыта от шкалы навыков и они уменьшаются, а также получает защиту от следующей потери опыта в течение 10 минут. После смерти на месте игрового персонажа остается оберег, в котором остаются все предметы из инвентаря и экипировка, — сам же персонаж просыпается в кровати.
Основная цель игры — убить 6 боссов, что находятся в разных биомах. Чтобы вызвать каждого босса, игроки должны отправиться к алтарю каждого босса и возложить определенный предмет в качестве подношения. При убийстве боссов выпадает трофей, что можно поместить на стартовый алтарь, чтобы получить силу босса — активный навык, что можно бесконечно использовать один раз в 20 минут.
В отличие от игр наподобие Minecraft, не предлагающих игроку вообще никаких конкретных целей, в Valheim игрока направляет Вегвизир, камень-подсказка на местоположение босса, что находится в случайном месте соответствующего биома. В будущем в игре появится серия «заданий Хильдир». В отличие от игр наподобие The Legend of Zelda, где такие задания предполагали бы посещение определённых «подземелий» с ловушками и боссами, Valheim использует весь свой открытый мир как огромное «подземелье». В отличие от Conan Exiles, Valheim не ориентирован на многопользовательский режим и кланы.

## Разработка
Valheim была создана шведской компанией Iron Gate Studio, состоящей всего лишь из пяти человек. Соучредители студии Ричард Свенссон и Хенрик Тёрнквист оба работали в другой местной студии по разработке игр под названием Pieces Interactive. Свенссон в своё свободное время работал над личным проектом — игрой под названием Tolroko. Это была игра-симулятор огромных масштабов в духе игры Elite и книги «Принцессы Марса». По словам Тёрнквиста, этот проект был «замечательным», но неразумно было разрабатывать системы симуляции «просто для того, чтобы они были в игре, вместо того, чтобы создавать их для игрока». Valheim родилась именно из этого желания Свенссона создать игру, где симуляция мира действительно бы на что-то влияла. Тёрнквист подчёркивал «физичность» Десятого мира — она, на его взгляд, повлияла на успех выпущенной в итоге игры: падающие деревья могут задавить персонажа, животные реагируют на стук киркой, сооружения должны быть достаточно устойчивыми, чтобы не развалиться, для дыма от очага нужно строить дымоходы.
В 2017 году Свенссон приступил к работе над будущей Valheim, которой тоже занимался в своё свободное время. Тему викингов он выбрал для игры потому, что в то время она была популярной. На раннем этапе игра носила рабочее название Fejd (со швед. — «Вражда»). В начале 2018 года решил полностью сосредоточиться на ней и уволился. В конце этого же года и Тёрнквист покинул Pieces Interactive и присоединился к Свенссону. В апреле 2019 года они зарегистрировали собственную студию Iron Gate — к этому времени у обоих разработчиков уже было чёткое понимание, какой должна стать будущая игра.
Хотя Valheim — симулятор выживания, разработчики брали за образец не столько другие игры этого жанра, сколько однопользовательские компьютерные ролевые игры наподобие The Legend of Zelda: Breath of the Wild и The Elder Scrolls V: Skyrim. По словам Тёрнквиста, они хотели, чтобы игра вызывала ощущение однопользовательской приключенческой игры «старой школы», вроде старых игр серии The Legend of Zelda: в таких играх игрок получает новое снаряжение, побеждая боссов. Разработчики надеялись, что эти механики будут хорошо сочетаться с элементами симулятора выживания.
Игра была выпущена в альфа-версии в июне 2018 года. В 2020 году Тёрнквист и Свенссон заключили договор с издательской компанией Coffee Stain, уже имевшей большой опыт работы с кооперативными играми, как Satisfactory или Deep Rock Galactic. Себастьян Бадилак, исполнительный продюсер Coffee Stain, был старым другом Тёрнквиста; Бадилак отмечал, что искал перспективные проекты в ближайшем окружении, и Valheim оказалась именно тем, что надо — «многообещающей и очень уютной кооперативной игрой».
В течение 2021 года разработчики показали дорожную карту, где было указано, что они планируют выпустить четыре больших обновления: Hearth & Home должно углубить строительство поселений, Cult of the Wolf — сюжет и сражения, Ships and the Sea — строительство кораблей и исследование моря, Mistlands — добавить в игру новый биом Туманные земли.
Разработчики планируют дальнейшую поддержку игры, предполагающую расширение незавершенных биомов, а также улучшения базовых игровых механик. Студия Iron Gate обновила игру 16 сентября 2021 года, добавив обновление «Очаг и дом», что внесло много общих улучшений в игру и представило новую еду, оружие и прочее.
В декабре 2022 года Iron Gate выпустила обновление «Туманные земли», что добавило новый биом вместе с большим количеством нового контента. Этот контент включал врагов, впервые появившихся нейтральных неигровых персонажей (NPC), случайные события, предметы, еду, строительные детали, шестого главного босса, новую кузницу, оружие и несколько других разных функций. В обновлении также была добавлена магическая система (и четыре магических оружия).
14июня 2022 год на Xbox Games Showcase 2022 Extended было объявлено, что Valheim будет доступен на Windows 10 в Microsoft Store в третьем квартале 2022 года, а затем, во втором квартале 2023 года, на консолях Xbox One и Xbox Series X/S. Эти версии, разрабатываемые сторонними студиями Piktiv и Fishlabs, будут поддерживать кроссплатформенную игру и запускаться непосредственно в Xbox Game Pass. Между тем, Iron Gate Studio сосредоточится на обновлении основной версии
В феврале 2023 года было объявлено, что игра выйдет на консолях 14 марта 2023 года.

## Отзывы и продажи
| Сводный рейтинг       | Сводный рейтинг |
| Агрегатор             | Оценка          |
| --------------------- | --------------- |
| «Критиканство»        | 82/100          |
| Иноязычные издания    |                 |
| Издание               | Оценка          |
| IGN                   | 9/10            |
| Русскоязычные издания |                 |
| Издание               | Оценка          |
| ITC.ua                | 4,5/5           |

Valheim в целом получил положительные отзывы критиков. PC Gamer назвал Valheim «редким исключением» для игр с ранним доступом, а также заявил, что игра «кажется изысканной и удовлетворительной в том виде, какой она вышла». The Washington Post писали, что в Valheim рассказывают подробно об определенных элементах игрового процесса и сюжета, что позволило фанатам ощутить общность друг с другом, делясь идеями и теориями об истории и мире игры.
Обозреватель Ars Technica Сэм Мачковеч называл игру «симулятором выживания, сделанным людьми, которые по-настоящему любят симуляторы выживания — но совсем не обязательно любят свойственную жанру рутину». Лина Хейфер из IGN в обзоре ранней версии игры отмечала, что игра не вполне избавлена от гринда, но то, что в ней есть хорошего, уже очень хорошо — особенно морские плавания и сражения.
Уже через несколько дней после релиза в раннем доступе было продано более миллиона копий игры. Порог в три миллиона проданных копий игра преодолела за 16 дней, побив таким образом исторические рекорды игр Monster Hunter: World. Через месяц было продано пять миллионов копий и на время Valheim стал одной из самых популярных игр в Steam. В марте 2021 года продажи достигли 6 млн копий. В июле 2022 года было продано более 10 миллионов копий.
Российское издание «Игромания», подводя итоги года, поставило игру на 2-е место в номинации «Мультиплеер года».

## Награды
Valheim номинирован на лучшую дебютную инди-игру и лучшую многопользовательскую игру на The Game Awards 2021.
Valheim названа игрой года на 2021 год по версии PC Gamer.
Valheim получил приз за лучший дебют и приз зрительских симпатий на Game Developer's Choice 2022.
Valheim подал заявку, но не прошел в номинации на лучшую инди-игру The Game Awards 2022.

## Музыка
Список оригинальных саундтреков Valheim был выпущен 29 октября 2021 года компанией Iron Gate AB для потоковой передачи на Spotify, доступный в Steam.
| №   | Название                          | Длительность |
| --- | --------------------------------- | ------------ |
| 1.  | «Welcome to Valheim – Menu Theme» | 3:38         |
| 2.  | «Flight Into Valheim»             | 1:40         |
| 3.  | «The Meadows – A Place to Rest»   | 3:40         |
| 4.  | «Home – A Place to Enjoy»         | 3:04         |
| 5.  | «Dawn Arrives»                    | 0:33         |
| 6.  | «Dusk Sends Its Veil»             | 0:45         |
| 7.  | «Eikthyr Rides»                   | 2:52         |
| 8.  | «Black Forest – The Darkness»     | 3:25         |
| 9.  | «The Forest Crypt»                | 4:24         |
| 10. | «The Forest Is Moving»            | 5:54         |
| 11. | «Elder Awakens»                   | 2:16         |
| 12. | «Out for a Sailing Adventure»     | 4:33         |
| 13. | «The Plains – Farmstead»          | 2:56         |
| 14. | «Bonemass Defiled»                | 2:10         |
| 15. | «The Swamps – Sunken Water»       | 5:09         |
| 16. | «The Mountains – High Water»      | 4:01         |
| 17. | «Moder Protects»                  | 2:03         |
| 18. | «Yagluth Reigns»                  | 3:29         |
| 19. | «Deya Saga»                       | 2:22         |
| 20. | «Hearth and Home»                 | 1:47         |

Музыканты:
- Патрик Ярлестам — композитор, гитары, бас, перкуссия
- Филиппа Мерфи-Хасте — кларнет, виола
- Джинин Ли — виолончель
- Майкл Х. Диксон — валторна
- Кинси Александер-Сваттон — флейта